# 芬奇号护航驱逐舰
芬奇号护航驱逐舰（英語：USS Finch，舷号：DE-328），是美国海军于第二次世界大战期间建造的一艘埃德索尔级护航驱逐舰，其舰名取自在瓜达尔卡纳尔海战中阵亡的拉菲号驱逐舰军官小约瑟夫·沃伦·芬奇（Joseph Warren Finch Jr.）中尉。
该舰由中尉的未婚妻格雷斯·库欣（Grace Cushing）小姐冠名，于1943年6月29日在德克萨斯州奥兰治联合钢铁厂铺设龙骨，随后于8月28日下水。12月13日，芬奇号正式服役，交由艾伯特·亨利·尼埃瑙（Lawton H. Crosby）少校指挥。

## 设计与装备
埃德索尔级护航驱逐舰的设计与巴克利级护航驱逐舰类似，均采用长船体并建有较高的舰桥。该级护航驱逐舰配备3英寸（76毫米）50倍径单装主炮，后续曾计划更换为5英寸（127毫米）38倍径主炮，但最终没有实际执行。该级护航驱逐舰由4台费尔班克斯-莫尔斯38D8-1/8-10内燃机提供动力，总功率最高可达6000匹马力，最高航速21节。其燃料舱可携带312吨重油，在12节航速下航程可达11000海里。此外，该级舰船还配备有较完善的侦查搜索系统，包括SL或SU水面雷达、SA对空雷达、QC声呐系统以及用于监听潜艇无线电的HF/DF天线。

## 服役历史
1944年3月7日，芬奇号驶抵库拉索，此后直至5月31日，她先后护送2批油轮前往卡萨布兰卡和阿尔及尔。芬奇号随后前往加勒比地区和卡斯柯湾训练，7月28日，她护送船团由诺福克出发前往那不勒斯，支援盟军即将发动的龙骑兵行动，8月31日，她返抵纽约。
1944年9月29日至1945年5月8日，芬奇号共护送5批船团跨越大西洋前往英国，德国投降后，她随即被调往太平洋战区并于7月12日顺利抵达珍珠港。8月13日，芬奇号在关岛加入一支围绕航空母舰组建的特遣舰队，17日，舰队启程前往莱特湾。此后一段时间，芬奇号一直在远东地区活动，她参与了多地的占领行动并协助在韩盟军战俘撤离，她还以香港为行动基地长期驻留中国沿海地区。1946年4月1日，芬奇号启程返航，她先后途经印度洋和地中海，最终于5月29日抵达南卡罗来纳州查尔斯顿。10月4日，芬奇号正式退役。
1951年8月24日至1954年4月23日，芬奇号被租借至美国海岸警卫队服役，舷号变更为WDE-428，期间她主要负责气象监测工作。1956年8月17日，加装了先进电子设备的芬奇号被重新分类为雷达哨戒驱逐舰DER-328，同日，她在美国海军重归现役。此后直至退役，芬奇号一直在太平洋执行雷达哨戒任务，但其母港经历了多次变更：最初为西雅图；1958年9月16日更换为珍珠港；1960年5月22日更换为旧金山；1965年6月29日更换为关岛；1969年1月15日重新回到珍珠港。1969年3月7日，芬奇号被用于拍摄电影《虎！虎！虎！》，期间她主要负责扮演沃德号驱逐舰。
1969年10月3日，芬奇号在普吉特湾海军造船厂退役，1974年2月1日，她自美国海军除籍，随后于9月27日被出售拆解。

## 荣誉
芬奇号服役期间所获荣誉如下：
|             |  |                           |
|             |  |                           |
|             |  |                           |
| Bronze star |  | Silver star · Bronze star |
|             |  |                           |

| 战斗行动奖章                   |                        |                              |
| 中国服役奖章                   | 美国战役奖章           | 亚太战役奖章                 |
| 欧洲-非洲-中东战役奖章         | 第二次世界大战胜利奖章 | 海军占领服役奖章             |
| 国防部服役奖章 （1枚战斗之星） | 韩国服役奖章           | 越南服役奖章 （6枚战斗之星） |
| 越南共和国英勇十字奖章         | 联合国韩国服役奖章     | 越南战役奖章                 |

## 历任舰长
| 姓名       | 译名                 | 军衔 | 所属军种       | 任职时间                    |
| ---------- | -------------------- | ---- | -------------- | --------------------------- |
|            | 艾伯特·亨利·尼埃瑙   | 少校 | 美国海军预备役 | 1943年12月13日              |
|            | 克莱门特·D·勒哈迪    | 少校 | 美国海军       | 1944年4月28日               |
|            | 尤金·泰勒·麦克唐纳   | 少校 | 美国海军       | 1945年11月18日              |
|            | 罗伯特·拉吕·塔利     | 少校 | 美国海军       | 1946年7月22日               |
|            | 小J·W·约翰斯通       | 少尉 | 美国海军       | 1946年8月31日-1946年10月4日 |
|            | 小G·R·博伊斯         | 中校 | 美国海岸警卫队 | 1951年8月24日               |
|            | 班布里奇·B·利兰      | 少校 | 美国海岸警卫队 | 1952年1月31日-1954年4月23日 |
|            | 詹姆斯·基思·艾特豪   | 少校 | 美国海军       | 1956年8月17日               |
|            | 约翰·艾伯特·达姆巴   | 少校 | 美国海军       | 1958年1月3日                |
|            | 埃德温·约瑟夫·伯克   | 少校 | 美国海军       | 1959年9月20日               |
|            | 小亨利·克莱·莫里斯   | 上尉 | 美国海军       | 1960年6月29日               |
|            | 埃德温·约瑟夫·伯克   | 少校 | 美国海军       | 1960年7月20日               |
|            | 爱德华·皮特·史迪威   | 中校 | 美国海军       | 1961年7月15日               |
|            | 小莱斯利·亚当·泰勒   | 少校 | 美国海军       | 1963年3月22日               |
|            | 乔治·艾拉·汤普森     | 少校 | 美国海军预备役 | 1964年7月20日               |
|            | 迈伦·艾伦·斯库宾纳   | 中校 | 美国海军       | 1966年7月7日                |
|            | 罗伯特·李·格里梅尔   | 少校 | 美国海军       | 1968年4月22日               |
|            | 罗纳德·劳埃德·约翰逊 | 少校 | 美国海军       | 1969年7月14日-1969年10月3日 |
| 参考文献： |                      |      |                |                             |